# Mohamed Gamal (Fußballspieler)
Mohamed „El-Prince“ Ezz-el-Din Gamal war ein ägyptischer Fußballspieler.

## Sportlicher Werdegang
Gamal spielte in den 1920er und 1930er Jahren für El-Olympi im ägyptischen Fußball. 1933 gehörte er zu den Torschützen beim 3:1-Finalerfolg im ägyptischen Fußballpokal gegen al Ahly SC. Zuvor hatte er bereits für die ägyptische Nationalmannschaft gespielt. Bei den Olympischen Spielen 1928 in Amsterdam erreichte er mit der Mannschaft nach Erfolgen über die Türkei und Portugal das Halbfinale, in dem man gegen Argentinien ausschied. Auch das anschließende Spiel um Platz drei gegen Mexiko ging verloren.